# Cryptichthys jojettae
Cryptichthys jojettae är en fiskart som beskrevs av Hardy, 1987. Cryptichthys jojettae ingår i släktet Cryptichthys och familjen Tripterygiidae. Inga underarter finns listade i Catalogue of Life.